# Palatul Bellevue
Palatul Bellevue (în germană Schloss Bellevue), situat în cartierul Tiergarten din Berlin, este reședința oficială a președintelui Germaniei începând cu 1994. Este situat pe malul râului Spree, în apropiere de Coloana Victoriei din Berlin, la marginea de nord a parcului Großer Tiergarten. Numele palatului se traduce din franceză ca „priveliște frumoasă”; a fost numit astfel datorită perspectivelor care se deschid asupra râului Spree.

## Istorie

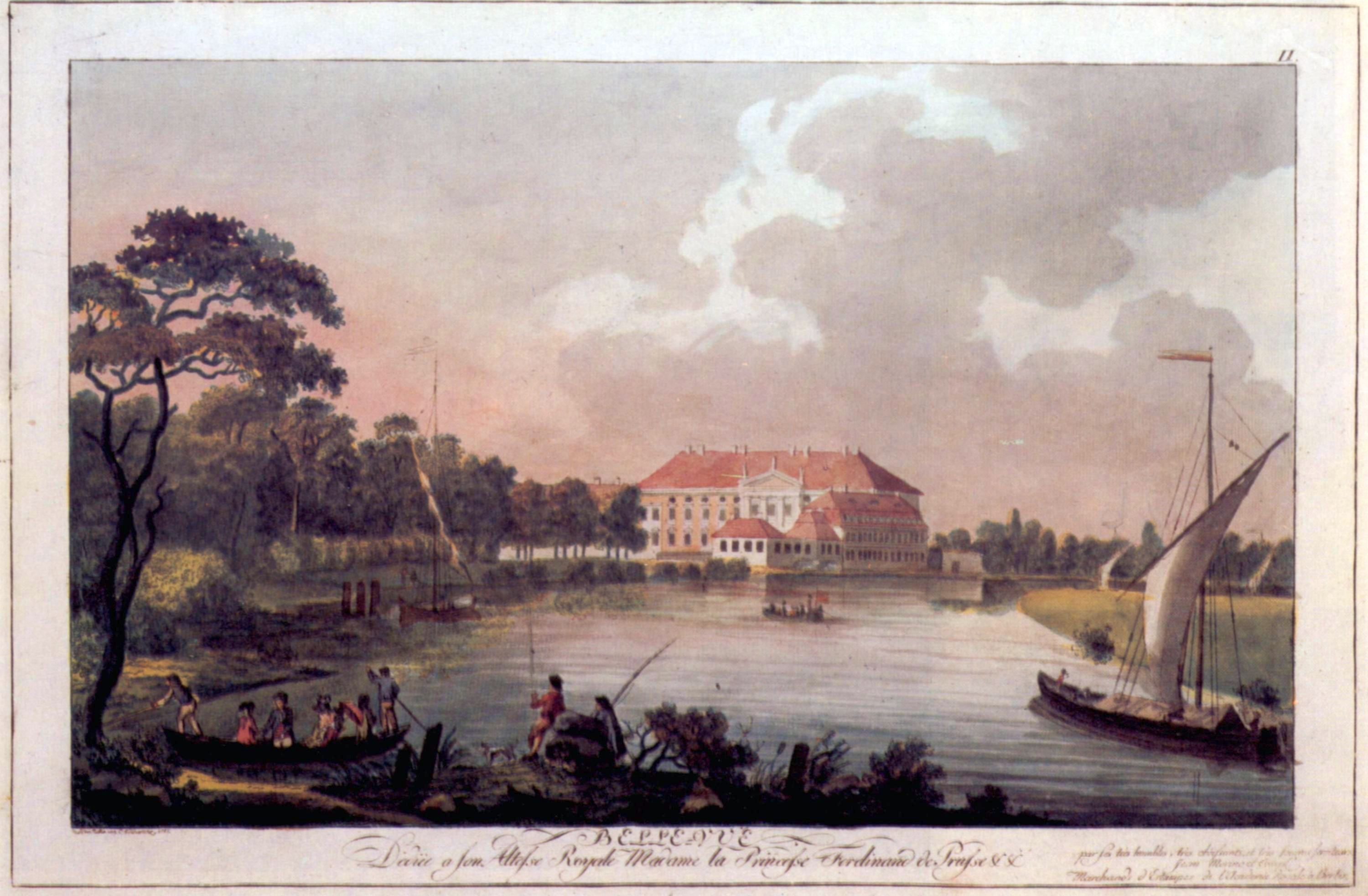
Palatul Bellevue în 1797

Palatul a fost proiectat de arhitectul Michael Philipp Boumann și inaugurat în 1786, pe teritoriul unui conac ridicat în 1743 de Georg Wenzeslaus von Knobelsdorff. A fost reședința de vară a prințului Augustus Ferdinand din Prusia. Bellevue a fost prima clădire din Germania soluționată în stil neoclasic, caracterizată prin pilastrii corinteni, cu aripi laterale („aripa doamnelor” și „aripa Spree”). La etajul superior se află o sală de bal proiectată de Carl Gotthard Langhans. Palatul este înconjurat de un parc de aproximativ 20 ha.
În 1843, Bellevue a fost achiziționat de regele Frederic al IV-lea al Prusiei, devenind în 1865 reședința nepoatei sale prințesa Alexandrine, după căsătoria acesteia cu ducele William de Mecklenburg-Schwerin. Palatul a găzduit domnitori regali și imperiali ai dinastiei Hohenzollern până la Revoluția Germană din 1918-1919.
Din 1928, palatul a fost în proprietatea Statului liber Prusia, fiind amenajat ca muzeu de etnografie în anii 1930. A fost apoi transformat în pensiune de guvernul nazist, în 1938. Printre persoanele cazate aici s-a numărat și ministrul sovietic de externe Veaceslav Molotov în timpul vizitei sale la Berlin în noiembrie 1940. În timpul celui de-al doilea război mondial, palatul a fost grav afectat de bombardamentele strategice și de bătălia de la Berlin din 1945.
În 1945, conform unor mărturisiri din filmul documentar On the Desperate Edge of Now (1995), câțiva cetățeni berlinezi au îngropat statui ale unor figuri militare istorice din Großer Tiergarten pe teritoriul palatului, pentru a preveni distrugerea lor. Statuile au fost recuperate în 1993.
Palatul a fost reconstruit în anii 1950, fiind inaugurat de președintele Theodor Heuss în 1959. A servit drept reședința secundară din Berlinul de Vest a președintelui Germaniei de Vest, cea primară fiind la Vila Hammerschmidt din Bonn. A beneficiat din nou de reparații în 1986-1987 și, în 1994, după reunificarea Germaniei, a devenit reședința de bază a președintelui Richard von Weizsäcker. În 1998, la aripa sudică a fost ridicată o anexă modernă pentru a găzdui agenția federală Bundespräsidialamt („Biroul președintelui federal”).

Stindardul prezidențial

Roman Herzog, președintele Germaniei între 1994 și 1999, este singurul președinte german care a locuit în Palatul Bellevue în timpul mandatului. În 2004 și 2005 au fost remediate defectele rămase din renovările anterioare. În perioada dată, președintele Horst Köhler a folosit Castelul Charlottenburg din apropiere pentru recepții. Bellevue a devenit din nou reședința președintelui în ianuarie 2006, dar fără a mai fi utilizat ca locuință. În prezent, președintele federal locuiește într-o vilă deținută de stat în Dahlem, o suburbie la sud-vest de Berlin.
Stindardul prezidențial este arborat la Palatul Bellevue în fiecare zi, cu excepția celor în care președintele se află în vizite oficială sau la reședința de bază, Vila Hammerschmidt.

Palatul Bellevue și aripile laterale